# Хвороба Канавана
Хвороба Канавана (англ. Canavan disease, також хвороба Канаван ван Богарт-Бертрана) — хвороба, яка характеризується дефіцитом аспартоацилази або аміноацилази II. Цей фермент каталізує наступну хімічну реакцію
N-ацил-L-аспартат + H2O → a карбоксилат + L-аспартат
Це аутосомно-рецесивне дегенеративне захворювання, яке спричинює прогресивне пошкодження нервових клітин головному мозку. Хвороба Канавана — це одно з найпоширеніших дегенеративних захворювань головного мозку у дитячому віці; є одним з групи генетичних порушень, які називаються лейкодистрофіями, характеризуються дегенерацією мієліну у фосфоліпідному шарі, ізолюючи аксон нейрона. Ген, пов'язаний з розладом розташований на людській 17 хромосомі.

## Історія
Відкриття гена хвороби Канавана, і наступні події викликали значні суперечки. У 1987 році сім'я з двома дітьми, які хворіли на хворобу Канавана, пожертвували зразки тканини доктору Рубену Маталону, досліднику Чиказького університету, для того, щоб знайти ген Канавана. Він успішно ідентифікував ген у 1993 році і розробив тест для допологової консультації пар, схильних до ризику народження дитини з хворобою Канавана. Деякий час Фонд Канавана забезпечував безкоштовне генетичне тестування для виявлення хвороби.

## Поширеність
Хоча хвороба Канавана зустрічається в будь-якої етнічної групи, проте вона частіше уражає людей Східної Європи єврейського походження. Приблизно 1 з 40 людей Східної Європи (ашкеназі) єврейського походження є носіями.

## Патофізіологія
Захворювання Канавана має аутосомно-рецесивний тип спадкування. Якщо обоє батьків є носіями, є 25 % імовірність появи хворої дитини. Генетична консультація та генетичне тестування рекомендується для сімей з обома батьками-носіями.
Хвороба Канавана викликана дефектним геном ASPA, який відповідає за продукцію ферменту аспартоацилази. Зниження активності аспартоацилази попереджує нормальний розпад N-ацетил аспартату, в той час, як накопичення N-ацетиласпартату або відсутність його подальшого метаболізму перешкоджає росту мієлінової оболонки нервових волокон в головному мозку. Мієлінова оболонка — це ліпідне покриття, яке оточує нервові клітини і діє як ізолятор, який сприяє ефективній передачі нервових імпульсів.

## Клінічні прояви
Симптоми хвороби Канавана, з'являються в ранньому дитинстві та прогресують швидко, можуть включати в себе інтелектуальну інвалідність, втрату раніше отриманих рухових навичок, проблеми з годуванням, порушення м'язового тонусу (тобто млявість або підвищений тонус), і мегалоцефалію (аномально збільшену голову). Параліч, сліпота, або судоми є також характерними.

## Лікування
На даний час не існує лікування хвороби Канавана. Лікування тільки симптоматичне та підтримуюче. Існує експериментальне лікування з використанням цитрату літію. У людини з хворобою Канавана, рівень N- ацетил аспартату хронічно підвищений. У щурів з генетичною моделлю хвороби Канавана, цитрат літію значно зменшує рівень N- ацетил аспартату. Досліди показують, як зниження рівня N- ацетиласпартату в мозку пацієнта, так і магнітно -резонансних спектроскопічних значень, які більш характерні для нормального розвитку і мієлинізації. Це припускає, що дослідження літію може бути виправдане, як підтримуюча терапія для дітей з хворобою Канавана.
Крім того, існують експериментальні випробування генної терапії. Здоровий ген клонують для того, щоб «взяти» під контроль ген, який викликає хворобу Канавана .Цей метод може покращити життя пацієнта без довгострокових побічних ефектів на 5 років.

## Прогноз
У міру розвитку захворювання з'являються конвульсії (припадки), ураження нервів, що часто стає причиною сліпоти, печія, труднощі при ковтанні, постійне поперхування. Більшість дітей помирає, не досягнувши 10 років. Загальна світова статистика свідчить, що максимальна тривалість життя становить 15-18 років.

## Сучасні дослідження
Дослідження за участю триацетину добавок показали хороші результати. Триацетин, що може ферментативно розщеплюватись з утворенням ацетату, надходить у мозок легше, ніж негативно заряджений ацетат. Дефектний фермент при хворобі Канавана, аспартоацилаза, перетворює N- ацетиласпартат в аспартат і ацетат. Мутації гена аспартоацелази запобігають розпаду N-ацетіласпартата, і зменшують доступність ацетату під час розвитку мозку. Триацетин замістить відсутній ацетат для подальшого нормального розвитку мозку.
Генна терапія проводиться в лікарні університету Купера. Процедура включає в себе введення шести катетерів у мозок, що доставляють розчин з вмістом від 600 млрд до 900 млрд інженерних вірусних частинок. Вірус, модифікована версія AAV, призначений для заміни аспартоацилази. Діти, що проходять лікування за допомогою цієї процедури на сьогодні показали помітне покращення, у тому числі ріст мієліну зі зниженим рівнем токсину N-ацетиласпартату.